# Chad Everett
Pour les articles homonymes, voir Everett.
Chad Everett est un acteur américain de cinéma et de télévision né le 11 juin 1937 à South Bend, Indiana et mort à Los Angeles le 24 juillet 2012. Sa carrière s'étend de 1961 à 2009. Il joue dans plus de quarante films et séries télévisées. Il est surtout connu pour son rôle du Dr Joe Gannon dans la série télévisée dramatique des années 1970 Médecins d'aujourd'hui (Medical Center).

## Biographie

### Premières années
Chad Everett naît le 11 juin 1937, à South Bend, dans l'Indiana, sous le nom de Raymon Lee Cramton. Il est le fils de Virdeen Ruth (née Hopper) et Harry Clyde « Ted » Cramton. Il grandit à Dearborn, Michigan. C'est là, au lycée Fordson, qu'il commence à s'intéresser au théâtre. Après des études à l'Université d'État Wayne, où il obtient un diplôme en communication, il part pour Hollywood. Il signe un contrat avec le studio Warner Brothers.
Selon sa biographie de 2005 par Robert Hofler, The Man Who Invented Rock Hudson: The Pretty Boys and Dirty Deals of Henry Willson, c'est son agent artistique Henry Willson qui renomme Everett. Everett explique qu'il a changé son nom parce qu'il était las d'expliquer l'orthographe de son vrai nom : « Raymon sans D, Cramton sans P ».

### L'acteur
Le premier rôle important de Chad Everett est celui qu'il tient dans la série policière Surfside 6 (en), dans les années 1960. Un an plus tard, il joue dans le film Claudelle Inglish, avant d'interpréter un adjoint dans l'éphémère série télévisée western de 1963, The Dakotas (en), dans laquelle Jack Elam jouait également le rôle de son ami homme de loi. Après des apparitions dans nombre de films et de séries télévisées vers la fin des années 1960, il obtient le rôle du Dr Joe Gannon dans le drame médical novateur, Médecins d'aujourd'hui (Medical Center), en 1969. Il va interpréter ce médecin durant sept ans, jusqu'en 1976, ce qui lui vaut deux nominations aux Golden Globes, en 1971 et 1973, le prix TP de Oro en Espagne.
Chad Everett figure ensuite dans de nombreux films et séries télévisées parmi lesquels Colorado (Centennial) (1978), Hagen, Y a-t-il enfin un pilote dans l'avion ?, de Ken Finkleman, dans lequel il incarne un homme d'équipage, Star Command, Mulholland Drive, La croisière s'amuse (The Love Boat) (1986), Hôtel (Hotel) (1987) . On le voit aussi comme guest star dans plus de quarante séries télévisées, notamment Une nounou d'enfer, Les Anges du bonheur, Diagnostic : Meurtre, Caroline in the City, Arabesque (1990-1991), Melrose Place (1998), The Red Skelton Show, Des agents très spéciaux et Route 66.
Chad Everett présente Master's Theater sur Trinity Broadcasting Network et interprète un officier de police homosexuel dans l'épisode Partenaires du 3 décembre 2006 de la série télévisée Cold Case : Affaires classées (Cold Case). Everett est aussi choisi par la famille de John Wayne pour être la voix du personnage animé de Wayne dans Great Movie Ride, des studios Disney MGM.
Chad Everett mesure 1,87 m.

### Vie privée
Après avoir fréquenté le sulfureux agent Henry Wilson, Chad Everett épouse l'actrice Brenda Lee Thompson, connue à la scène sous le nom de Shelby Grant (en) en mai 1966, avec laquelle il a deux filles, Katherine Kerrie et Shannon Kimberly. Shelby Grant joue dans Médecins d'aujourd'hui (Medical Center) et interprète le rôle de la princesse Sandra dans la série Batman.
Durant de nombreuses années, Chad Everett souffre d'alcoolisme, avant de rejoindre les Alcooliques anonymes. Il est membre du Parti républicain. Il a une querelle très médiatisée avec l'actrice féministe Lily Tomlin durant le tournage de l'épisode du 31 mars 1972 du Dick Cavett Show. Entendant Everett parler de son épouse comme du « plus bel animal qu’il possède », Lily Tomlin quitte la scène et refuse d'y retourner.
L'admiration du journaliste Ronnie Simonsen pour Everett joue un rôle important dans How's Your News? (en), un documentaire sur un groupe de journalistes d'actualités mentalement malades, qui fait du tourisme aux États-Unis. Simonsen rencontre Everett à la fin du film.

## Filmographie

### Acteur

#### Cinéma
- 1961 : Claudelle Inglish (Young and eager) de Gordon Douglas : Linn Varner.
- 1962 : Red Nightmare (en) de George Waggner (court-métrage) - Un consommateur, non crédité au générique.
- 1962 : L'Amour à l'italienne, aussi Amours à l'italienne (Rome Adventure) de Delmer Daves - Le jeune homme.
- 1962 : Les Liaisons coupables (The Chapman Report) de George Cukor - Bob Jensen, Water Boy.
- 1964 : Get Yourself A College Girl (en) de Sidney Miller (en) - Gary Underwood.
- 1966 : Johnny Tiger (en) de Paul Wendkos - Johnny Tiger.
- 1966 : Made in Paris de Boris Sagal - Ted Barclay.
- 1966 : Dominique (The Singing Nun) d'Henry Koster - Robert Gerarde.
- 1967 : Chef de patrouille (First to Fight) de Christian Nyby - Jack Connell.
- 1967 : Le Justicier de l'Arizona (Return of the Gunfighter) de James Neilson - Lee Sutton.
- 1967 : Le Pistolero de la rivière rouge (The Last Challenge) de Richard Thorpe - Lot McGuire.
- 1968 : Les Années fantastiques (The Impossible Years) de Michael Gordon - Richard Merrick.
- 1968 : Journey to Midnight - Steven Miller.
- 1971 : Feux dans la ville (The Firechasers) de Michael Gordon - Quentin Barnaby.
- 1977 : Give Me My Money de Junichi Numuri.
- 1982 : Y a-t-il enfin un pilote dans l'avion ? (Airplane II: The Sequel), de Ken Finkleman - Simon Kurtz.
- 1985 : La Fièvre du jeu (Fever Pitch) de Richard Brooks - Le Hollandais.
- 1989 : Puzzle Mortel (The Jigsaw Murders) de Jag Mundhra - Détective Sergent Joe DaVonzo.
- 1989 : Heroes Stand Alone de Mark Griffiths - Zack Duncan.
- 1998 : Psycho (Psycho) de Gus Van Sant - Tom Cassidy.
- 1999 : Crashs en série (Free Fall) de Mario Azzopardi - Richard Pierce.
- 1999 : How's Your News? d'Arthur Bradford - Lui-même.
- 2001 : Mulholland Drive de David Lynch - Jimmy Katz.
- 2002 : Frank McKlusky, C.I. d'Arlene Sanford - Le docteur, non crédité au générique.
- 2003 : Hôtesse à tout prix (View from the Top) de Bruno Barreto - Jack Weston, non crédité au générique.
- 2003 : Tiny Tiptoes (Tiptoes) de Matthew Bright - Kirk.
- 2004 : Wake Up, Ron Burgundy: The Lost Movie / Anchorman : Wake-up Ron Burgundy d'Adam McKay
- 2006 : Unspoken de Marc Clebanoff - Le narrateur.
- 2007 : The Pink Conspiracy de Brian Scott Miller et Marc Clebanoff - Docteur Redbush.
- 2008 : Break de Marc Clebanoff - L'homme.

#### Téléfilms
- 1977 : In the Glitter Palace : Vincent « Vince » Halloran
- 1981 : Le monstre des profondeurs (The Intruder Within) : Jake Nevins
- 1981 : Mistress of Paradise : Charles Beaufort
- 1983 : Malibu : Art Bonnell
- 1989 : Thunderboat Row : Ben Bishop
- 1994 : Official Denial : Général Spaulding
- 1996 : Star Command : Commandant Shane Ridnaur
- 1998 : Harlequin - Trop belle pour mourir (Hard to Forget) : Charles Dawson

#### Séries télévisées
- 1960-1962 : Bronco
  - 1960 : épisode Apache Treasure : Lieutenant Finley
  - 1962 : épisode Ride the Whirlwind : Adjoint Johnny Davis
- 1960-1962 : Hawaiian Eye
  - 1960 : épisode The Kahuna Curtain : Mark
  - 1961 : épisode Point Zero
  - 1962 : épisode Four-Cornered Triangle : Larry Brand
  - 1962 : épisode Rx Cricket : Alan Marsh
  - 1962 : épisode Koko Kate : Chris Randall
- 1960-1962 : Surfside 6
  - 1960 : épisode High Tide : Don Whitman
  - 1962 : épisode The Artful Deceit : Roger Coleman
  - 1962 : épisode The Neutral Corner : Bongo Macklin
- 1961 : Maverick, épisode The Devil's Necklace : Lieutenant Gregg
- 1961 : Lawman
  - Épisode The Son : Cole Herod
  - Épisode Detweiler's Daughter : Jim Austin
- 1961-1962 : 77 Sunset Strip
  - 1961 : épisode The College Caper : Mark Adams
  - 1961 : épisode The Rival Eye Caper : Anthony Chase
  - 1962 : épisode The Diplomatic Caper : Ross Franklin
- 1962 : Cheyenne, épisode A Man Called Ragan : Adjoint Del Stark
- 1963 : The Dakotas, 19 épisodes : Adjoint Del Stark
- 1963 : Redigo, épisode Papa-San : Chick
- 1963 : Route 66, épisode Come Home Greta Inger Gruenschaffen : Heiss Horgal
- 1964 : The Lieutenant, épisode Lament for a Dead Goldbrick : Lieutenant Kingsley Kane
- 1965 : Le proscrit (Branded), épisode The First Kill : Adam/Tad Manning
- 1965 : Combat !, épisode Beneath the Ashes : Steve Kovac
- 1967 : Des agents très spéciaux (The Man from U.N.C.L.E.), épisode The 'J' for Judas Affair : Adam Tenza
- 1968 : Sur la piste du crime (The F.B.I.), épisode The Hero : Daniel Joseph Sayres
- 1969 : Journey to the Unknown, épisode Poor Butterfly : Steven Miller
- 1969 : L'homme de fer (Ironside), épisode And Be My Love : Larry Van Druten
- 1969-1976 : Médecins d'aujourd'hui (Medical Center), 152 épisodes : Docteur Joe Gannon
- 1976 : The Glory Road West : Le narrateur
- 1978 : Police Story, épisode Day of Terror, Night of Fear
- 1978-1979 : Colorado (Centennial), mini-série, 12 épisodes : Major Maxwell Mercy
- 1979 : Terreur à bord (The French Atlantic Affair), mini-série : Harold Columbine
- 1980 : Hagen, épisode Hear No Evil : Paul Hagen
- 1983 : The Rousters : Wyatt Earp III
- 1986 : La croisière s'amuse (The Love Boat), saison 9, épisodes 14 et 15 Egyptian Cruise : Wayne Richmond
- 1986-1993 : Arabesque (Murder, She Wrote)
  - 1986 : Saison 3, épisode 9 Obituary for a Dead Anchor : Kevin Keats
  - 1990 : Saison 6, épisode 15 The Fixer-Upper : Enquêteur Lieutenant Redick
  - 1991 : Saison 8, épisode 7 Terminal Connection : Clark Blanchard
  - 1993 : Saison 9, épisode 17 The Big Kill : Martin Fraser
- 1987 : Hôtel (Hotel), épisode Mixed Emotions : Alex Shepherd
- 1987 : Ultraman: The Adventure Begins : Voix de Chuck
- 1988 : Police 2000 (The Highwayman), épisode Till Death Duel Us Part : Cody
- 1991 : Shades of L.A., épisode Till Death Do Us Part : Roland Barker
- 1993 : Nurses, épisode No, But I Played One on TV : lui-même
- 1994-1995 : McKenna : Jack McKenna
- 1995 : Cybill, épisodes Mourning Has Broken et Zing! : David Whittier senior
- 1997 : Les Anges du bonheur (Touched by an Angel), saison 3, épisode 16 Crisis of Faith : Révérend Daniel Brewer
- 1997 : Diagnostic : Meurtre (Diagnosis Murder), épisode Physician, Murder Thyself : Docteur Clayton Andrews
- 1997 : When Time Expires : Walter Kelly, le père de June
- 1997 : Caroline in the City, saison 2, épisode 24 Caroline and Richard & Julia et épisode 25 Caroline and the Wayward Husband : King Cassidy
- 1997 : Brentwood (Pacific Palisades), saison 1, épisode 12 Sweet Revenge : Docteur Joseph Vernon
- 1997 : Voilà ! (Just Shoot Me!), saison 2, épisode 3 Old Boyfriends : Tom Youngerman
- 1998 : Melrose Place, saison 6, épisode 16 Last Train to Baghdad, épisode 17 Mama Mia, épisode 18 Coop de Grace et épisode 19 Kyle of the Desert : Thomas Sterling
- 1998 : Une nounou d'enfer (The Nanny), saison 6, épisode 7 Mom's the Word : Docteur Osborn
- 1999 : La croisière s'amuse, nouvelle vague (The Love Boat: The Next Wave), saison 2, épisode 15 Such Sweet Dreams : Blake Hunter
- 2000 : Manhattan, AZ, 13 épisodes : Jake Manhattan
- 2004 : La Famille Carver (The Mountain), saison 1, épisode 1 Pilot (2004) : David Carver senior
- 2004 : Jack et Bobby, saison 1, épisode 5 The First Lady : M. Henry « Huck » Graham
- 2006 : Cold Case : Affaires classées (Cold Case), saison 4, épisode 10 Partenaires : Jimmy Bruno
- 2006 : DOS : Division des opérations spéciales (E-Ring), saison 1, épisode 14 The General : Le général Long, chef d'état-major de l'armée
- 2007 : FBI : Portés disparus (Without A Trace), saison 5, épisode 20 Skin Deep : Joseph Pratt
- 2009 : Supernatural, saison 5, épisode 7 Jeu d'argent, jeu de temps : Dean Winchester âgé
- 2010 : Undercovers
- 2011 : Chemistry : Vic Strathmore
- 2012 : Castle, saison 4, épisode 14 : Jerry Maddox

#### Vidéo
- 1999 - « Psycho » Path - Lui-même.
- 2004 - Wake Up, Ron Burgundy: The Lost Movie - Jess Moondragon.
- 2006 - Saturday Night Live: The Best of Saturday TV Funhouse - voix de Chad Everett.

### Réalisateur
- 1971-1976 - Medical Center
  - 1971 - Épisode The Nowhere Child.
  - 1976 - Épisode Life, Death and Mrs. Armbruster.

### Bande son
- 1976 - Donny and Marie, épisode 2.3 - Chanson The Renaissance Fair in the Meadow.

## Discographie
- 1971 All Strung Out, (MGM Records) produit par Nino Tempo - You're My Soul and Inspiration, Ain't No Sunshine, All Strung Out, I Can't Go On Livin' Baby Without You, Bayou, Can't Kick the Habit of Lovin' You, Jesus Hammer, Hey Girl, Speak of Love, Man from Nazareth[10].